# Tiffenotte
Les tiffenottes sont des fées qui peuplent de nombreuses légendes et traditions propres au territoire de la Moselle.

## Étymologie
Le nom de ces fées pourrait provenir du prénom « Tiphaine ». Elles seraient alors une personnification médiévale de l’Épiphanie, faisant ainsi partie des êtres surnaturels associés au « cycle des Douze jours » (de Noël à l’Épiphanie), à l'instar des narouas, de la chauche-vieille ou du Reicheran dans les Alpes, ou encore des Kallikantzaroï grecs.

## Tiffenottes
Ces créatures merveilleuses, souvent décrites comme facétieuses et malfaisantes, sont jalouses de leur existence secrète. Dansant au Pré Aubry (aux abords de la côte de Drince, sur la commune de Rombas, où affleurent en plusieurs endroits des grappes de rochers), elles jettent un mauvais sort au badaud intrusif, ou lui offrent réjouissances et or, suivant les légendes.
Sur le sommet de la côte de Drince, non loin des vestiges d'un oppidum celte, on connaît un modeste mégalithe qu'une tradition attribue à la période celtique et nomme « Pierre-qui-tourne », car une simple pression de la main pouvait la mettre en mouvement. En amont du Fond Saint-Martin, des falaises calcaires, Les Roches, comportant quelques grottes, sont autant de spécificités topologiques qui ont pu favoriser les multiples légendes relatives aux Tiffenotes.
La légende de Rombas : Les Tiffenotes sont trois petites fées qui vivent dans les grottes du bois de Rombas. Selon une légende, un vacher emmenait son troupeau paître au bas de la colline (ce qui deviendra le Fond Saint Martin). Un jour, il vit une superbe vache, très grosse, sortir de la forêt et se joindre à son troupeau. Il s'en occupa comme si c'était la sienne. Le soir, quand il rassembla son troupeau pour rentrer, la vache repartit. Le lendemain, la scène se reproduisit, à cette différence près que la vache portait de petits sacs de tulle emplis d'or, qu'elle laissa au jeune homme. Le manège dura des mois. Plus il s'occupait de la vache, plus elle lui ramenait de pièces. Mais un jour, par curiosité ou, plus sûrement, par cupidité, il voulut savoir d'où  venait l'animal. Il décida de le suivre le soir venu. La vache mena aux grottes des trois  fées. Lorsqu'elles le virent, elles se fâchèrent puisqu'il avait trahi leur confiance.Il existe deux versions de cette légende : l'une prétend qu'il a été fouetté, l'autre qu'il s'est enfui (selon qu'il ait agi par cupidité ou par simple curiosité). Quand il sortit de la forêt, il ne put que constater la disparition de son troupeau tout entier Quant à la belle vache, elle ne descendit plus jamais des bois. 

### Avatar

Logotype de Radio Tiffenottes.

Lors de l'avènement des radios libres, une radio associative locale a vu le jour sous le nom de  « Radio Tiffenottes » puis TFM, et a émis de décembre 1983 à 1994.